# Платонов, Георгий Фёдорович
Гео́ргий Фёдорович Плато́нов (4 апреля 1923, Хвалынск — 16 октября 2022, там же) —  советский офицер, полковник, Герой Советского Союза, участник Великой Отечественной войны. Почётный гражданин Саратовской области. 

## Биография
Родился 4 апреля 1923 года в городе Хвалынске ныне Саратовской области. В 1941 году окончил среднюю школу в Хвалынске.
Призван в Красную Армию 27 июня 1941 года. В декабре 1941 окончил ускоренные курсы при Чкаловском (Оренбургском) кавалерийском училище. Участник Великой Отечественной войны с января 1942 года.
Воевал на Западном и 1-м Белорусском фронтах в составе 2-го гвардейского кавалерийского корпуса, участник сражений за Москву и Ржев; В 1943 году окончил Высшую офицерскую кавалерийскую школу. Воевал на Центральном фронте, участвовал в Курской битве и битве за Днепр. Командовал эскадроном 62-го гвардейского кавалерийского полка 16-й гвардейской кавалерийской Черниговской Краснознамённой дивизии. За время боёв трижды был ранен: в 1942, 1943 и 1945 годах. Участвовал в освобождении Белоруссии и Польши, Берлинской операции.
Командир эскадрона 62-го гвардейского кавалерийского полка гвардии капитан Г. Ф. Платонов, форсировав реку Пилица 18 января 1945 года, ворвался со своим эскадроном в город Томашов (ныне — Томашув-Мазовецки, Республика Польша) и вёл ожесточённый бой на центральной площади. 30 января 1945 года в числе первых преодолел реку Одер в районе посёлка Лозер-Фера.
Указом Президиума Верховного Совета СССР от 24 марта 1945 года за образцовое выполнение боевого задания командования в борьбе с немецко-фашистскими захватчиками и проявленные при этом мужество и героизм Платонову Георгию Фёдоровичу присвоено звание Героя Советского Союза с вручением ордена Ленина и медали «Золотая Звезда» (№ 5802).
В 1946 году был уволен в запас в звании капитана. Работал в торговой сети Хвалынска, окончил Высшую торговую школу Центросоюза. В 1951 году вступил в КПСС.
В 1952—1968 годах снова служил в Советской Армии, в местных органах военного управления (военкоматах); вышел в отставку в звании подполковника. В 2000 году присвоено воинское звание полковника.
Жил в Саратове, затем переехал на родину — в город Хвалынск Саратовской области. В январе 2015 года ему было присвоено звание «Почетный гражданин Саратовской области». В мае 2015 года в Хвалынске его честь переименовали улицу на которой он проживал.
Умер 16 октября 2022 года. Похоронен на городском православном кладбище в Хвалынске.

## Награды
- Орден Отечественной войны II степени (25.12.1943)[3]
- Орден Красной Звезды (28.05.1944)[2]
- Герой Советского Союза (24.3.1945)[4]:
  - медаль «Золотая Звезда»
  - Орден Ленина
- Орден Отечественной войны I степени (6.4.1985)[5].